# Hamðismál
Le Hamðismál, ou Hamðismál in fornu (« Lai ancien de Hamdir »), est un poème en vieux norrois figurant dans l'Edda poétique. Apparaissant à la toute fin du Codex Regius, il est généralement considéré comme l'un des plus anciens poèmes eddiques.

## Résumé
Svanhildr, l'épouse du roi Jörmunrekkr, a été piétinée à mort par des chevaux sur ordre de son mari. Sa mère Gudrún incite ses fils Hamdir et Sörli à venger leur sœur en allant tuer Jörmunrekkr. Les deux frères acceptent, bien qu'ils prédisent qu'ils y laisseront la vie.
En chemin, Hamdir et Sörli croisent leur demi-frère Erp, qui s'adresse à eux avec insolence, sur quoi ils le tuent. Lorsqu'ils arrivent à la cour de Jörmunrekkr, le roi se rit d'eux et les menace. Ils lui tranchent les mains et les pieds, sur quoi Jörmunrekkr (ou le dieu Odin) ordonne à ses hommes de les lapider. Ils se repentent d'avoir tué Erp avant de mourir.

## Sources et parallèles
L'histoire de la vengeance des fils de Gudrún est au centre d'un autre poème de l'Edda poétique, le Guðrúnarhvöt. Elle est aussi évoquée dans la Ragnarsdrápa de Bragi Boddason, dans la Völsunga saga et dans la Gesta Danorum de Saxo Grammaticus. 
L'historien ostrogoth Jordanès rapporte un récit similaire dans son Histoire des Goths, rédigée vers 550. Après avoir ordonné que la femme d'un de ses vassaux soit piétinée à mort par des chevaux, le roi Ermanaric est transpercé par les lances de ses frères Ammius et Sarus. On en trouve aussi un écho dans les Annales de Quedlinbourg, compilées au début du XIe siècle, qui indiquent que les frères Hemidus, Serila et Addacar ont tranché les mains du roi Ermanarik.